# Leptothele chang
Espèce
Leptothele chang est une espèce d'araignées mygalomorphes de la famille des Euagridae.

## Distribution
Cette espèce est endémique de la province de Trang en Thaïlande,. Elle se rencontre vers l'entrée de la grotte Tham Khao Chang Hai.

## Description
Le mâle holotype mesure 6,70 mm et la femelle paratype 9,63 mm.

## Publication originale
- Schwendinger, Lehmann-Graber, Hongpadharakiree & Syuhadah, 2020 : « New euagrid spider species from Thailand and Malaysia, and new localities of Leptothele bencha (Arachnida: Araneae). » Revue Suisse de Zoologie, vol. 127, no 2, p. 423-453.